# Стахів Остап Миколайович
Остап Миколайович Стахів (нар. 1 травня 1956, с. Мельна Рогатинський район Івано-Франківська область) — український бандурист. Народний артист України (23 серпня 2014).

## Біографія
Стахів Остап Миколайович народився 1 травня 1956 року у с. Мельна Рогатинського району Івано-Франківської області. У 1981 році закінчив Львівську державну консерваторію імені Миколи Лисенка (клас Василя Герасименка), спеціальність — бандура. Заслужений артист України (1992 р.). У 2011 році нагороджений ювілейною медаллю «20 років незалежності України».

## Творча діяльність
З 1981 року працював артистом-бандуристом у Львівській філармонії. У 1983—1985 роках — соліст вокально-інструментального ансамблю «Ватра» Львівської філармонії. Дипломант XII-го Всесвітнього фестивалю молоді та студентів у Москві (1985 р.). З 1985 року до 1986 року — керівник та соліст фольклорного ансамблю «Дримба» Львівської філармонії. У 1987 року — концертні турне до Республіки Польща та Чехії. З 1988 року — засновник та керівник Фольклорного театру календарно-обрядової творчості при Палаці культури ім. Г.Хоткевича у м. Львові, дебютував з різдвяною програмою «Вертеп». З 1989 до 1992 року — старший викладач Львівської державної консерваторії ім. М. Лисенка. У липні 1989 року — дебют нової фольклорної програми «На Івана — на Купала» в Музеї народної архітектури і побуту «Шевченківський гай» (м. Львів). Записав цикл програм на телебаченні — «Грай, моя бандуро». У жовтні 1988 року — дебют нової театралізовано-концертної програми патріотичних пісень «Гей, ви, Стрільці Січовії» на стадіоні «Україна» (м. Львів). Вересень 1990 року — концертне турне у Грецію, жовтень 1991 року — концертне турне у Францію. У жовтні 1991 року — дебют нової концертно-театралізованої програми Фольклорного театру з пісень українських повстанців. 1992 році присвоєно звання «Заслужений артист України». У 1992—1993 роках — концертне турне в США, у 1993—1994 роках — концертне турне Канадою. У жовтні 2001 року — виступ на Світовому чемпіонаті виконавських мистецтв (м. Лос-Анджелес, США), де завоював золоту та срібні медалі за спів та виконання творів на бандурі.
З 2002 року до 2011 року — Національний директор Світового чемпіонату виконавських мистецтв від України, кожного року формував мистецьку делегацію від України у м. Лос-Анджелес (Голлівуд) і представляв найкращі таланти в різних жанрах мистецтва (спів, танці, моделі, циркове мистецтво, інструменталісти). На цьому конкурсі Україна є однією з п'ятдесяти країн світу. Щороку учасники від України стають переможцями в різних номінаціях.
Вже не перший рік працює у напрямку оновлення відомих мелодій, пісень, прагне надавати їм сучаснішого звучання, шукає актуальніших прочитань. І це не зважаючи на той факт, що він же є бандуристом, а для бандуристів, зазвичай, такий підхід до традиції є не надто характерним. Протканий такою ідеєю є і його альбом «Остап Стахів. Пам'яті В. Івасюка».
У 2007 році створив оркестр сучасної народної музики. В репертуарі оркестру концертні програми «Різдво у Львові», «Дух України», сучасна інструментальна інтерпретація українських колядок та народної музики.
За участю О. Стахіва зняті відеофільми: «Бандурист Остап Стахів», «Гей, там на горі Січ іде», «Марширують вже повстанці», «Колядки та різдвяні пісні», «Вертеп», «Кобзарська дума», декілька фільмів з патріотичних пісень, «Веснянки, гаївки». У 1980 роках — запис українських народних пісень під бандуру в Золотий фонд на радіо Москви та Києва. Часто виступав у Колонному залі Будинку Спілок (м. Москва) та програмах російського телебачення «Блакитний вогник». Випустив касети та диски з українськими народними піснями, творами українських композиторів: В.Івасюка, І.Білозіра, О.Албула. Член журі фестивалів та конкурсів: «Чорноморські ігри», «Національні Grand Prize сценічно-виконавських мистецтв», «На хвилях Світязя», «Надія», «Україна XXI століття», «Золоті трембіти» та ін. Спільно з вокально-хореографічним ансамблем «Викрутасики» створив телевізійну новорічну програму «Різдвяна феєрія».

## Громадська діяльність
Останніми роками активно включився в громадсько-політичне життя країни. Багато виступає з доброчинними концертами, особливо для жителів сільської місцевості, які в цей час є найбільш обділені державою соціально і культурно. Вийшовши з народу і ввібравши довершені зразки його музичної культури, трансформував їх у професійний виклад бандуриста-співака-музиканта. Також часто виступає на великих святкових концертах, присвячених відзначенню пам'ятних і ювілейних дат. Один з таких виступів відбувся у серпні 2011 року у Національній опері в Києві на форумі-з'їзді Української всесвітньої координаційної ради, де з'їхалися делегати української діаспори з усіх частин світу. Представляв делегацію, як почесний голова організації новоприбулих емігрантів четвертої хвилі м. Клівленд (США), що входить до Всеамериканської громадської організації «Нова Українська Хвиля».
У жовтні 2010 року обраний депутатом Львівської обласної ради, є членом постійної комісії з питань культури, історико-культурної спадщини, духовного відродження та засобів масової інформації.

## Альбоми
- Пам'яті В. Івасюка.
- Коляди. Земля-Мати торжествує.
- З нами Бог! (Коляди).
- Різдвяна коляда з Остапом Стахів [Архівовано 13 жовтня 2016 у Wayback Machine.]
- Остап Стахів: «На небі зірка дивна зійшла»  [Архівовано 11 травня 2012 у Wayback Machine.]
- Різдво у Львові Остап Стахів 1/6
- Гурт Остапа Стахіва. Подай дівчино ручку на прощання.